# Johann tom Ring
Johann tom Ring (* 1571 in Münster; † 1604) war ein Maler aus der Münsterländer Künstlerfamilie tom Ring.

## Leben
Johann tom Ring war der Sohn des Malers Hermann tom Ring. Die Familie tom Ring beeinflusste das Kunstgeschehen in der Heimatstadt Münster. Unter anderem waren sie richtungsweisend für die Etablierung der Renaissance in Nordwestdeutschland. Der Hochaltar in der Propsteikirche in Werl, der sogenannte tom-Ring-Altar, ist das einzige durch eine Signatur gesicherte Werk dieses Malers. Zu diesem Zeitpunkt war er etwa 28 Jahre alt und stand mit der Auswahl der Bildthemen in der langen künstlerischen Tradition der mittelalterlichen Erzählfreude. Er benutzte eine volkstümliche, vereinfachende Formensprache, mit klaren Linien und einer lichten Farbigkeit. tom Ring dienten Hendrick Goltzius und Hans von Aachen als Vorbild. In ihrem Wappen führte die Familie den gekreuzigten Christus.